# روبين راميرو
روبين راميرو (بالإسبانية: Rubén Ramiro Pastor)‏ هو لاعب كرة قدم إسباني في مركز الهجوم، ولد في 16 أبريل 1993 في مدريد في إسبانيا. لعب مع رايو فايكانو ب ورايو فايكانو وسلتا فيغو ب.

## وصلات خارجية
- روبين راميرو على موقع إي إس بي إن إف سي (الإنجليزية)
- روبين راميرو على موقع قاعدة بيانات كرة القدم.إي يو (الإنجليزية)
- روبين راميرو على موقع Soccerway.com (الإنجليزية)